# 祖尼河
祖尼河 （英語：Zuni River）是美国西南部小科羅拉多河的一条支流，源于新墨西哥州錫沃拉縣的大陆分水岭祖尼山，长约90英里（140）
，于亞利桑那州东部注入小科羅拉多河。